# Estiber
Estiber es una agencia de viajes especializada en la organización de paquetes turísticos de esquí, aventura y descanso en Andorra, España y Francia. Fundada en 1984, trabaja con combinaciones de alojamiento para realizar esquí, entradas a parques temáticos, balnearios y actividades de aventura.

## Historia
Estiber se fundó en 1984, cuando una familia interesada en el esquí organizó un viaje en autobús al Pirineo. En 1986, la empresa abrió su primera oficina en Barcelona. Durante los años siguientes, la compañía organizó autobuses hacia el Pirineo y Andorra, y ofreció clases para esquiadores principiantes dictadas por los mismos guías de la agencia.
Estiber lanzó su primera página web en 2002,y habilitó la opción de contratar paquetes de esquí en línea. Actualmente, la empresa tiene entre sus servicios viajes de descanso y aventura, y ha desarrollado una aplicación móvil que proporciona información en tiempo real sobre estaciones de esquí, condiciones meteorológicas y mapas interactivos.

## Servicios
Estiber se dedica a la venta de paquetes turísticos que incluyen esquí y snowboard, actividades de turismo aventura, descanso, alquiler de materiales para esquiar, así como clases y transporte. También ofrece viajes para grupos de escolares durante la Semana Blanca española.

## Actividades sociales
Estiber ha participado en iniciativas solidarias, como la organización de una caminata en favor de La Marató de TV3, un evento benéfico para la recaudación de fondos destinados a la investigación médica.